# Olivier Martin-Salvan
Olivier Martin-Salvan est un comédien et metteur en scène français.

## Biographie
Après avoir été artiste associé au Quartz, scène nationale de Brest, de 2014 à 2017, et parrain de la promotion 2018-2021 de l’École de la Comédie de Saint-Étienne – CDN, il est actuellement artiste associé au Centquatre-Paris et membre du Phalanstère d’artistes du Centre National pour la Création Adaptée de Morlaix.
Formé à l’École Claude Mathieu (2001-2004), il travaille dès sa sortie d’école, notamment avec Benjamin Lazar (Le Bourgeois gentilhomme de Molière). En 2006, il rencontre le metteur en scène et auteur Pierre Guillois, avec qui il entame une série de collaborations au Théâtre du Peuple à Bussang.
En 2014, toujours avec Pierre Guillois, il co-écrit et interprète Bigre, mélo burlesque, récompensé en 2017 par le Molière de la meilleure comédie. En 2022, Les Gros patinent bien, cabaret de carton, dont il est co-auteur et co-metteur en scène avec Pierre Guillois, reçoit le Molière du théâtre public.
Depuis 2007, il joue également dans les créations de Valère Novarina.
Olivier Martin-Salvan conçoit des spectacles depuis 2008, tout en restant interprète : Ô Carmen, opéra clownesque (mise en scène Nicolas Vial, 2008), Pantagruel (mise en scène Benjamin Lazar, 2013), Religieuse à la fraise (avec Kaori Ito, 2014), Ubu (création collective, 2015), Andromaque (mise en scène Thomas Condemine, 2017), [ʒaklin] Jacqueline, Écrits d’Art Brut (2019), Péplum médiéval (2023).
Parallèlement, il continue d’être invité par des metteurs en scène : il joue dans Espæce mis en scène par Aurélien Bory, créé au Festival d’Avignon en 2016. En 2018, Clédat & Petitpierre conçoivent avec lui un solo sur mesure, Panique !, inspiré des représentations mythologiques du dieu Pan. En 2023, il interprète le texte Nul si découvert de l'auteur Valérian Guillaume.

## Théâtre
- 2002 : Un violon sur le toit de Joseph Stein, mise en scène Jean Bellorini et Marie Ballet – un soldat russe
- 2004 : Le Bourgeois gentilhomme de Molière, mise en scène Benjamin Lazar, opéra de Rouen, Théâtre de Caen
- 2007 : Tabarin et son maître d'après Philippe et Antoine Girard, mise en scène Bastien Ossart, Théâtre Le Ranelagh - Tabarin
- 2007 : L'Acte inconnu de Valère Novarina, mise en scène de l'auteur, Festival d'Avignon, théâtre de la Colline, TNP Villeurbanne, tournée - le chanteur en catastrophe
- 2008 : Ô Carmen d'Olivier Martin-Salvan, Anne Reulet-Simon et Nicolas Vial, mise en scène Nicolas Vial, théâtre du Rond-Point
- 2008 : Faslstafe d'après William Shakespeare, adaptation Valère Novarina, mise en scène Claude Buchvald, Théâtre national de Chaillot, tournée - Bardolphe, Exton
- 2008 : Les Femmes savantes de Molière, mise en scène Jean-Denis Monory, Théâtre Le Ranelagh - Trissotin
- 2008 : Le Ravissement d'Adèle de Rémi de Vos, mise en scène Pierre Guillois, Théâtre du Peuple
- 2008 : Scapinové d'après Les Fourberies de Scapin de Molière, adaptation et mise en scène Julien Cigana, Olivier Martin-Salvan et Bastien Ossart, théâtre Le Ranelagh
- 2009 : L'Acte inconnu de Valère Novarina, mise en scène de l'auteur, théâtre national de Bretagne, Théâtre national de Strasbourg, Théâtre Garonne
- 2010 : Ô Carmen d'Olivier Martin-Salvan, Anne Reulet-Simon et Nicolas Vial, mise en scène Nicolas Vial, Théâtre du Rond-Point
- 2010 : Le Gros, la Vache et le Mainate de Pierre Guillois, mise en scène Bernard Menez, Théâtre du Peuple, tournée
- 2010 : Orgueil, poursuite et décapitation de Marion Aubert, mise en scène Marion Guerrero, Théâtre des 13 vents, tournée
- 2011 : Le Vrai Sang de Valère Novarina, mise en scène de l'auteur, Odéon-Théâtre de l'Europe, tournée - l'acteur fuyant autrui, le fantoche
- 2011 : Orgueil, poursuite et décapitation de Marion Aubert, mise en scène Marion Guerrero, Théâtre du Rond-Point
- 2012 : Le Gros, la Vache et le Mainate de Pierre Guillois, mise en scène Bernard Menez, Théâtre du Rond-Point
- 2013 : Pantagruel d'après François Rabelais, adaptation Benjamin Lazar et Olivier Martin-Salvan, mise en scène Benjamin Lazar, théâtre de Cornouaille, théâtre national de Nice, TNP Villeurbanne, Théâtre de l'Ouest parisien, Théâtre de l'Athénée-Louis-Jouvet, tournée
- 2014 :  Pantagruel d'après François Rabelais, mise en scène Benjamin Lazar, Théâtre des 13 vents, théâtre de Lorient, tournée
- 2014 : Bigre de Pierre Guillois, mise en scène de l'auteur, Le Quartz, Théâtre national de Nice, Comédie de Picardie, tournée
- 2014 : Religieuse à la fraise de Kaori Ito et Olivier Martin-Salvan, Festival d'Avignon, Festival Paris quartier d'été
- 2015 :  Pantagruel d'après François Rabelais, mise en scène Benjamin Lazar, Théâtre national de Strasbourg, Comédie de Saint-Étienne, Maison des arts de Créteil, tournée
- 2015 : Ubu d'après Ubu sur la Butte et Ubu roi d'Alfred Jarry, conception Olivier Martin-Salvan, Festival d'Avignon
- 2016 : Fumiers de Florence et Manolo d’Arthuys, adaptation et mise en scène Thomas Blanchard, Le Quartz, Le Phénix, TNB, MCB, Théâtre national de Nice, Comédie de Saint-Étienne, tournée
- 2016 : Religieuse à la fraise de Kaori Ito et Olivier Martin-Salvan, Le Monfort
- 2016 : Sans élastique - Carte blanche d'Olivier Martin-Salvan, Théâtre du Rond-Point
- 2019 : [ʒaklin] Jacqueline Écrits d’Art Brut, conception artistique Olivier Martin-Salvan, composition musicale Philippe Foch Jarry, TANDEM scène nationale d'Arras-Douai
- 2021 : Les Gros patinent bien – cabaret de carton de Pierre Guillois et Olivier Martin-Salvan, mise en scène de Pierre Guillois et Olivier Martin-Salvan, Théâtre du Rond-Point, tournée[6]
- 2023 : Nul si découvert conception Valérian Guillaume, interprétation Olivier Martin-Salvan
- 2023 : Péplum médiéval de Valérian Guillaume, mise en scène Olivier Martin-Salvan, avec quinze interprètes dont la troupe Catalyse[7]

## Filmographie
- 2005 : Le Bourgeois gentilhomme de Molière, réalisation Martin Fraudreau, mise en scène Benjamin Lazar, captation de la pièce de théâtre : Monsieur Jourdain
- 2007 : RIS police scientifique épisode La Rançon de la vie de Christophe Douchand : le premier agent EDF
- 2007 : L'Acte inconnu de Valère Novarina, réalisation Dominique Thiel, captation de la pièce de théâtre
- 2013 : Rétention de Thomas Kruithof (court-métrage) : Martial
- 2016 : Apnée de Jean-Christophe Meurisse : un invité du mariage
- 2016: La Folle Histoire de Max et Léon de Jonathan Barré : Chanteur dans un cabaret
- 2019 : La réunion maternelle du Palmashow : Un des parents conviés à la réunion
- 2022 : Les Vedettes de Jonathan Barré : Candidat Poitiers

## Distinctions

### Récompenses
- Molières 2017 : Molière du meilleur spectacle comique pour Bigre, mélo burlesque
- Molières 2022 : Molière du théâtre public pour Les Gros patinent bien, cabaret de carton

### Nominations
- Molières 2014 : Molière du comédien dans un spectacle de théâtre public pour Pantagruel
- Molières 2015 : Molière du comédien dans un spectacle de théâtre public pour Pantagruel
- Molières 2022 : 
  - Molière du comédien dans un spectacle de théâtre public pour Les Gros patinent bien – cabaret de carton pour Les Gros patinent bien – cabaret de carton
  - Molière du metteur en scène d'un spectacle de théâtre public pour Les Gros patinent bien – cabaret de carton